# فرانسيسكو سييرالتا
فرانسيسكو سييرالتا (بالإسبانية: Francisco Sierralta)‏ هو لاعب كرة قدم تشيلي يلعب كمدافع في نادي واتفورد.

## روابط خارجية
- فرانسيسكو سييرالتا على موقع إي إس بي إن إف سي (الإنجليزية)
- فرانسيسكو سييرالتا على موقع قاعدة بيانات كرة القدم.إي يو (الإنجليزية)
- فرانسيسكو سييرالتا على موقع ناشيونال فوتبول تيمز (الإنجليزية)
- فرانسيسكو سييرالتا على موقع Soccerbase.com (لاعب) (الإنجليزية)
- فرانسيسكو سييرالتا على موقع Soccerway.com (الإنجليزية)
- فرانسيسكو سييرالتا على موقع عالم كرة القدم.نت (الإنجليزية)
- فرانسيسكو سييرالتا على موقع AS.com (الإسبانية)